# Umm Salal (municipi)
Umm Salal (àrab: أم صلال, Umm Ṣalāl) és un dels vuit municipis o baladiyyes que formen l'Estat de Qatar. La seva capital i ciutat més poblada és Umm Salal Ali.

## Geografia i demografia

Situació d'Umm Salal a Qatar abans del 2004.

La superfície d'Umm Salal abasta una extensió de territori que ocupa 470 quilòmetres quadrats del país. Se situa geogràficament entre les coordenades següents: 25° 25′ 12″ N, 51° 24′ 00″ E / 25.42000°N,51.40000°E .
La població es compon d'uns 60.509 persones (xifres del cens de l'any 2010). La densitat de població d'aquesta divisió administrativa és d'uns 130 habitants/km².